# Maria Antonina Czaplicka
Maria Antonina Czaplicka, (1884-1921) est une anthropologue polonaise.

## Biographie
Maria est né à Varsovie et a fait ses études à l'Université volante, elle quitte la Pologne en 1911 et continue ses études à la London School of Economics et au Somerville College (Oxford).

## Travaux

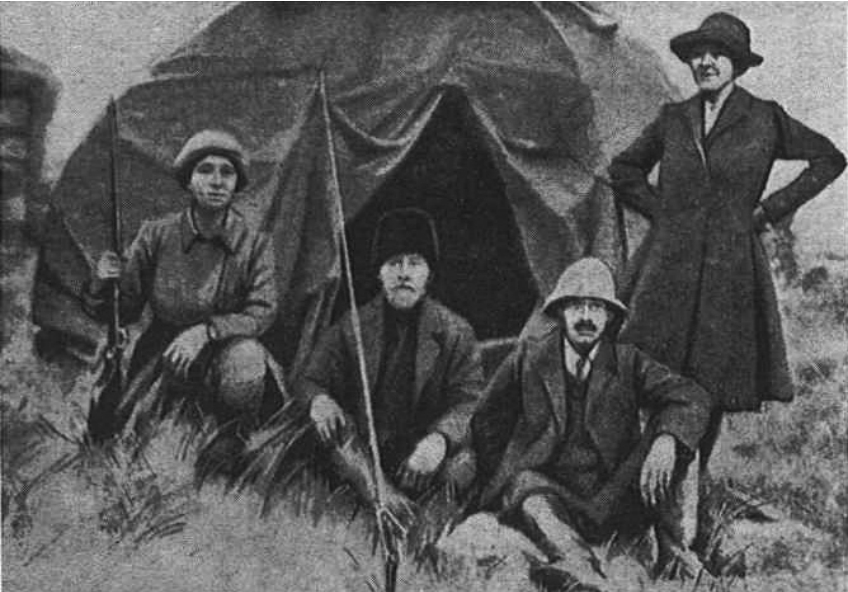
Depuis la gauche : Maud Haviland, Vassily Korobeinikov, Henry Hall, Dora Curtis en 1914.

Elle participe à une expédition sur la rivière Ienisseï, en Sibérie accompagnée de l'anthropologue Maud Doria Haviland, de la peintre Dora Curtis (en) et de l'anthropologue Henry Usher Hall (en) qui est dirigée par l'Université d'Oxford et muséum de l'université de Pennsylvanie.

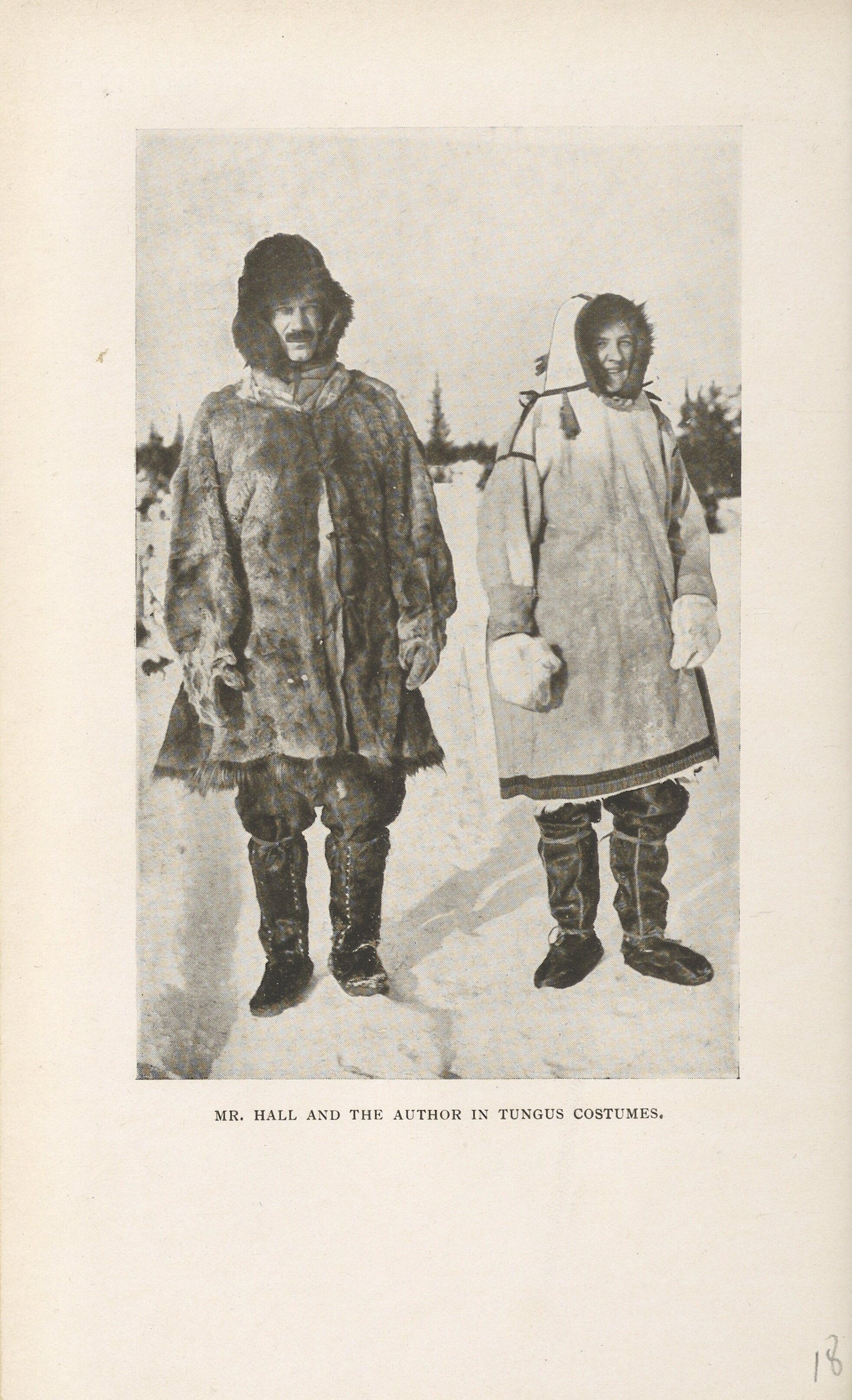
L'autrice et M. Hall.

Elle collecte des artefacts pour le Pitt Rivers Museum et des plantes pour le département de biologie d'Oxford, prend des photographies. Elle en tire My Siberian Year publié en 1916.